# Motowizja
Motowizja – polskojęzyczny kanał telewizyjny o tematyce motoryzacyjnej. Nadawcą kanału jest Motowizja Sp. z o.o., należąca do Frame by Frame.
Kanał rozpoczął nadawanie 15 stycznia 2014 roku na Platformie Canal+, a od 1 grudnia 2023 roku jest także dostępny w Polsat Box. Jest także dostępny w sieciach kablowych, IPTV, OTT, tj. Play, Orange TV, Netia, Toya, Inea, Vectra, T-Mobile Magenta TV, Petrus, WP Pilot, Eltronik, Sat-Mont-Service, Asta-Net, JMDI, Jambox, TVK Chopin, Elsat, Gonet.tv, Player, CDA.pl, Alfanet, Bart-Sat, Beskid Media, Echostar, Korbank, Haker-Net, Imperium Telecom, Kompex, KM-Net, Inter Arena, Inter-Q, Orion, SGT, TVK Hajnówka, Neo-Trix, Polsat Box Go, Netia GO, Canal+ online itd.
Stacja nadaje wyłącznie programy skoncentrowane wokół tematyki motoryzacyjnej. W jej ofercie znajdują się m.in. programy poświęcone motocyklom i samochodom, autom ekskluzywnym, wspomnienia z rajdów, eventom off-roadowym, o historii przemysłu samochodowego, zabytkowych autach, magazyny poradnikowe dla właścicieli czy poświęcone markom niemieckich samochodów. Kanał nadaje również programy o pojazdach przyszłości, ekologii związanej z samochodami, sportom motorowym oraz kulisy pracy kaskaderów. Stacja emituje głównie programy zagraniczne, w tym produkcji niemieckiej, angielskiej i amerykańskiej. Od 1 marca 2014 roku na kanale są emitowane premierowe odcinki programu Na Osi, znanego dotąd z kanału TVN Turbo. 6 maja 2014 roku kanał rozpoczął nadawanie w jakości HD.

## Sport
Na kanale Motowizja emitowane są na bieżąco wiadomości ze wszystkich rajdów WRC, a od maja 2014 roku dostępne są również ekskluzywnie relacje z wyścigów DTM. 
W kwietniu 2016 roku Motowizja zakupiła prawa do wyłącznej transmisji wyścigów NASCAR Sprint Cup Series na terenie Polski.
Stacja emitowała wybrane rajdy Mistrzostw Świata WRC (do 2023) oraz wszystkie z serii Rajdowych Samochodowych Mistrzostw Polski. Od 2023 roku stacja, poprzez Rally.TV, która została stworzona przez FIA i WRC Promoter, stacja posiada prawa nadawcze do wszystkich rund Mistrzostw Świata WRC, Mistrzostw Europy ERC oraz Mistrzostw Świata WRX i Mistrzostw Europy Euro RX i ogólnych programów pod tematykę WRC.
Na antenie Motowizji transmitowane są także wyścigi Motul Historyczne Rajdowe Samochodowe Mistrzostwa Polski. Kanał posiada również wiele innych praw transmisyjnych.